# تزاوج متلائق

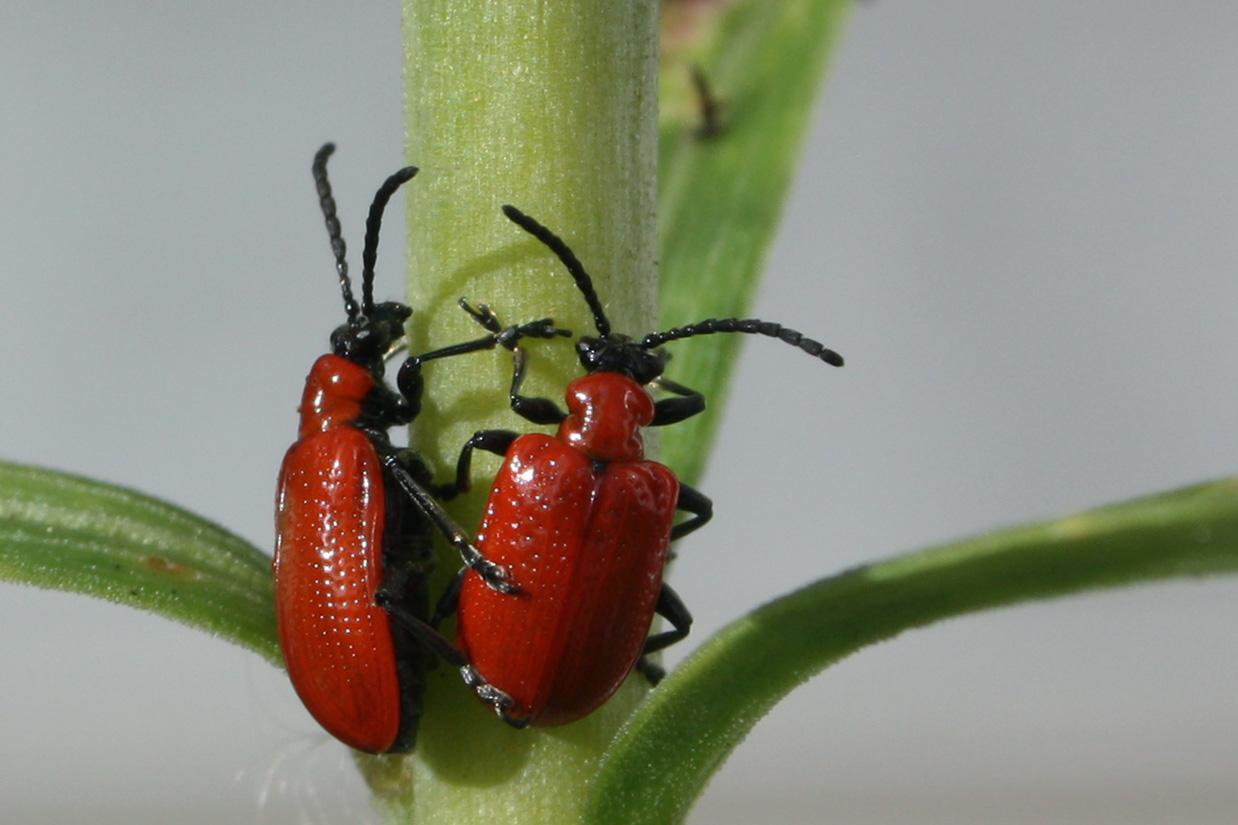

التزاوج المتلائق أو التزاوج المتناسق هو نمط تزاوج غير عشوائي، إذ يتزاوج فيه الأفراد المتشابهون من حيث الأنماط الجينية أو الظاهرية مع بعضهم البعض بنسبة أكبر من تلك المتوقعة في التزاوج العشوائي. فمثلاً، من الشائع أن يتزاوج الأفراد مع الذين يماثلونهم بحجم الجسد. من ناحية أخرى أقل شيوعاً، في التزاوج المتلائق السلبي يتزاوج الأفراد مع من يختلفون عنهم بالسمات بنسبة أكبر من تلك المتوقعة في التزاوج العشوائي. كلا الحالتين تؤديان إلى حدوث فرق كبير بين تواترات بعض الأنماط الجينية وبين التواترات التي يتم توقعها بواسطة مبدأ هاردي-واينبيرغ، وهو ينص على أن تواترات الألائل والأنماط الجينية تبقى ثابتة في نظام تزاوج عشوائي. التزاوج المتلائق لا يغير من تواتر ألائل بمفردها، وإنما يزيد من نسبة الأفراد متماثلي الزيجوت. وبخلافه، يؤدي التزاوج غير المتلائق إلى زيادة في تغاير الزيجوت.